# Sinéad de Valera
Sinéad de Valera (née Ní Fhlannagáin ; 3 juin 1878 - 7 janvier 1975) est une auteure irlandaise de livres pour enfants en irlandais et en anglais. Elle est mariée au Taoiseach et au troisième président de l'Irlande, Éamon de Valera.

## Jeunesse
Elle est née Jane O'Flanagan à Balbriggan. Son père, Laurence, est charpentier et est originaire de Kildare. Il s'installe à Balbriggan et épouse une fille originaire de ce lieu, Margaret Byrne. Le couple émigre à New York, où leur fille Mary est née en 1871. La famille retourne à Balbriggan en 1873 et Sinéad y nait en 1878. Elle suit une formation d'enseignante et travaille d'abord à Edenderry, avant d'occuper un poste dans une école nationale de Dorset Street, Dublin vers 1901. Le recensement de 1901 l'enregistre sous le nom de «Jane Flanagan», vivant avec ses parents et ses trois frères et sœurs au 6 Richmond Cottages à Dublin.

## Mariage et enfants
Pendant son temps libre, elle enseigne l'irlandais au Leinster College de la Ligue gaélique à Parnell Square. L'un de ses élèves irlandais est Éamon de Valera, alors professeur de mathématiques. Le 8 janvier 1910, ils se marient. Ensemble, ils ont cinq fils, Vivion, Éamon, Brian, Rúaidhrí et Terence (Terry), et deux filles, Máirín et Emer. Le 9 février 1936, Brian, alors âgé de vingt ans, est tué dans un accident de cheval dans le Phoenix Park.
En raison de son emprisonnement, d'activités politiques et de tournées de collecte de fonds aux États-Unis, la famille voit relativement peu Éamon de Valera entre 1916 et 1923. Il est également souvent absent de chez lui au cours des premières années de sa carrière politique. Sinéad de Valera est alors peu associée à la vie publique de son mari.

## Production littéraire
Sinéad de Valera écrit trente et un livres pour enfants, en anglais et en irlandais,. Parmi ses œuvres figurent des pièces telles que Cluichidhe na Gaedhilge (1935) et des recueils d'histoires tels que The Emerald Ring and Other Irish Fairy Stories (1951), The Stolen Child and Other Stories (1961), The Four-leafed Shamrock (1964) et The Miser's Gold (1970).

## Conjointe du président
Son mari est investi président de l'Irlande le 25 juin 1959, deux jours après avoir quitté son poste de Taoiseach. Ils s'installent immédiatement à Áras an Uachtaráin. Elle n'apprécie pas beaucoup son nouveau rôle mais admet qu'"elle devrait être heureuse ne serait-ce que pour [son mari]".
Sinéad de Valera est décédée le 7 janvier 1975, à l'âge de 96 ans, la veille de ce qui aurait été le soixante-cinquième anniversaire de mariage des de Valera. Éamon de Valera est décédé un peu moins de huit mois plus tard, le 29 août 1975, à l'âge de 92 ans. Le couple est enterré ensemble, avec leur fils Brian, au Cimetière de Glasnevin de Dublin.